# Хорів (Рівненський район)
Хо́рів — село в Україні, в Рівненському районі Рівненської області. Населення становить 1358 осіб. Орган місцевого самоврядування — Острозька міська рада.
Неподалік від села розташована пам'ятка природи — урочище «Острожчин», а також Розвазький заказник.

## Географія
Село Хорів має вигідне зручне географічне положення, знаходиться в південній частині Рівненського району, на відстані 9 км від центру громади. Воно розташоване на північному заході від м. Острог. Положення вигідне тим, що село знаходиться на перетині зручних транспортних магістралей. Через с. Хорів проходить лінія автомобільного сполучення м. Рівне — м. Острог. Цікавою особливістю у розташуванні даного населеного пункту є те, що він однаково віддалений від залізничного вокзалу і автостанції м. Острог. Землі с. Хорів межують з такими населеними пунктами: с. Розваж, с. Бродівське, с. Грем'яче, с. Плоске.
Неподалік села, приблизно на відстані 1-2 км, протікає річка Горинь. У самому ж селі є річка Дівуха, два ставки та багато джерел.
Територія с. Хорів знаходиться на Рівненському плато Волинської височини, за шкалою висот і глибин середня висота становить від 200 до 250 м. На землях с. Хорів зустрічаються корисні копалини осадового походження: глина, пісок, які сформувалися в Мезозойську еру Крейдяного періоду про що свідчить наявність залишків морських організмів попередніх епох.

### Клімат
Хорів знаходиться в помірному кліматичному поясі. На формування його клімату впливають повітряні маси з Атлантичного та Північного Льодовитого океанів. Переважаючими є арктичні повітряні маси, які приносять похолодання взимку, та прохолоду влітку. Морські повітряні маси з Атлантичного океану приносять відлигу взимку і вологу влітку та представлені у вигляді переважаючих північно-західних, західних вітрів. Середньомісячна температура січня становить близько −5,5◦с, а середня температура липня +18◦с. Середня річна кількість опадів становить від 650 до 700 мм.
с. Хорів відноситься до Західної провінції лісостепової зони. Тут є переважаючими темно-сірі, сірі опідзолені та чорноземні ґрунти. В басейні р. Горинь найпоширенішими є лучні і чорноземно-лучні ґрунти.

### Флора і фауна
Рослинний світ представлений мішаними та широколистяними лісами, серед яких найбільше зустрічаються дубові та дубово-грабові породи дерев. Переважна частина земель розорана та знаходиться під сільськогосподарськими угіддями. Через значну заболоченість місцевості певна частина земельних угідь села піддавалася меліорації, а тепер зайнята сіножатями та пасовищами.
Також на території Хорівського лісництва розташований природоохоронний об'єкт Урочище Острожчин, де ростуть і охороняються багаторічні дуби, вік яких сягає понад 270 років.
В тваринному світі переважаючими є лісові та польові мешканці. В лісах зустрічаються козулі, лосі, дикі кабани, лисиці, зайці та безліч птахів. На полях переважаючими є гризуни. У водоймах, окрім риби, мешкають ондатри.

## Походження назви
Існує кілька версій походження назви села Хорів: за однією з них вона походить від слова — «горів», горбистої місцевості, де розташоване село; інша ж версія говорить про те, що колись на околицях Острозького району проїжджав один польський пан, у сусідньому селі Розваж — він розважався, у Хорові — хворів, в Бродівському чи то в Бродові (теж одне із сусідніх сіл) — бродив, а в Оженині — одружився. Ну а звідки насправді походить назва цього населеного пункту — достеменно невідомо.

## Історія
У письмових джерелах відомості про Хорів уперше трапляються з середини XVI ст. В документі від 8 грудня 1564 року вказується про пожежу в Хореві. Згодом село стало власністю князя Януша Острозького. У 1617 році під час нападу татар були спустошені й зруйновані маєтки князя в Острозькій волості, в тому числі село Хорів. Татари спалили панський двір, корчму і 15 селянських хат, забрали худобу. 1629 року в Хорові налічувалося 98 димів.
Селяни Хорова брали участь у визвольній війні українського народу проти Польщі 1648—1654 рр. 13 квітня 1649 року вони разом з острозькими міщанами на чолі з Любком Коновалом розгромили маєтки пана Єловицького в селах Плоскому, Стадниках й Оженині, знищили там усі документи, в яких стверджувались феодальні повинності селян. А 5 жовтня 1654 року на хорівських полях селянсько-козацькі загони розгромили полк шляхетського війська.
Під час Північної війни 1700—1721 рр. в Хорові взимку 1706—1707 рр. перебували частини російської армії під командуванням Б. П. Шереметєва, які прийшли на підтримку польського короля Августа II проти С. Лещинського.
В 1708 році з 55 кріпацьких господарств двоє коней мав лише один господар, по одному коню — 28 господарств, у 20 господарств не було ні коня, ні вола. 7 господарств, які користувалися півволокою, відробляли власним тяглом незалежно від пори року по три дні панщини на тиждень, платили по 20 грошів дрібного чиншу, 5 злотих пофурщини, здавали оброку: 2 восьмухи вівса, півгуски або 15 грошів, 2 курки або 20 грошів, каплуна або 15 грошів. 18 чвертьволочних господарств відробляли щотижня по 2 дні панщини, платили дрібного чиншу по 10 грошів, пофурщини — 2 злоті і 15 грошів, здавали 1,5 восьмухи вівса, чверть гуски або 4,5 гроша. 25 господарств зовсім не мали поля, проте змушені були відробляти по одному дню панщини, здавали панському двору 1 курку або 10 грошів. Крім цього, всі кріпаки відробляли по одному дню заорки, оборки, закоски, обкоски, зажинки, обжинки, а в жнива, крім звичайних трьох днів панщини на тиждень, працювали четвертий за двірським хлібом (толока). Окремо селяни платили десятину від бджіл, а як було менше десяти вуликів, то по 15 грошів від вулика. Уся громада повинна була здати у двір відгодовану корову-ялівку або 20 злотих, одну свиню або 20 злотих, відбувала шарварки, чистила від мулу річку, лагодила дороги та охороняла по черзі двір шляхтича.
В 1753 році власник села Януш Сангушко подарував село разом з половиною Острога та іншими селами великому коронному канцлерові Яну Малаховському, який помер в 1762 році. Його родина збудувала у 1781 році кам'яну церкву.
Після приєднання Правобережної України до Росії Хорів відійшов до Острозького повіту Волинської губернії. Власник села виїхав за кордон, а свої маєтки, у тому числі село Хорів, продав магнату Чацькому. Та зважаючи на те, що Чацький не склав присяги на вірність Росії, уряд Катерини II конфіскував його маєтки і віддав їх генералу Ферзену.
1798 року в селі налічувалося 140 дворів, мешкало 844 чоловіка, у тому числі 796 кріпаків. З 1811 до 1830 року число жителів села збільшилося на 54 чоловіка. Вмирали переважно молодими. З 369 душ, що вмерли за 20 років початку XVIII ст., шістдесятирічного віку досягли лише 54 чоловіка. Вік хорівських селян, як і всіх кріпаків, вкорочували тяжкі матеріальні умови життя, відсутність елементарної медичної допомоги, непосильна праця, знущання орендарів та двірських прислужників. Від побоїв економів померли 12 квітня 1845 року А. І. Мудрик, 14 квітня 1860 року — 18-літня дівчина Євдокія Петрівна В'юн. Хоч розслідування першої справи велося протягом дев'яти років, а другої майже два роки, в обох випадках злочинці лишились непокараними, а смерть селян визнана наслідком «волі божої».
1802 року село перейшло до графів Іллінських. Для збільшення прибутків вони організували промислову переробку сільськогосподарської продукції, збудували гуральню, сприяли розвитку кустарних промислів.
За реформою 1861 року, землю, яка перебувала в користуванні селян, передали за викуп 72 селянським дворам по 12 десятин на двір. Значна частина селян, зокрема городників, лишилася безземельною. 520 десятин землі маєтку, які 1873 року у графа Й. А. Іллінського купила казна, здавалися окремими масивами в оренду на 12 років.
Хорів у 1866 році став волосним центром. Тут відкрили поштове відділення, 1896 року створили земську лікарню на 10 ліжок, де працював один лікар.
Однокласну церковнопарафіяльну школу в Хореві заснували лише 1884 року. Через два роки в ній навчалось 20 хлопчиків, хоч у селі мешкало 667 чоловік.
У 1906 році село Хорівської волості Острозького повіту Волинської губернії. Відстань від повітового міста 7 верст. Дворів 172, мешканців 1090.
У 1909 році школу відвідувало 70 хлопчиків і 24 дівчинки, проте лише 5 учнів змогли закінчити три класи.
У першу світову війну багато хорівців пішло на фронт. Коли фронт наблизився до міста Дубна, в Хорові розташувалися військові частини Південно-Західного фронту.
У січні 1918 року село було захоплене більшовиками. Але вже в лютому село зайняли австро-німецькі війська. У грудні 1918 року в Хорові проголошено владу УНР.
За умовами Ризького миру неподалік села проліг кордон між Польщею та СРСР. Адміністративно Хорів як волосний центр входив до складу Острозького повіту Волинського воєводства. За переписом 1921 року, в селі жило 997 українців, 162 поляки, 15 євреїв. Незважаючи на переважну більшість українського населення, в хорівській школі запровадили викладання польською мовою. Багато дітей шкільного віку не вчилося. За всі роки окупації ніхто не зміг вступити до гімназії, лише одному вдалося закінчити вчительську семінарію. В 1928 році нова група хорівських селян виїхала до Канади. Наступного року туди виїхало ще шість сімей, згодом сім чоловік подалися до Сполучених Штатів Америки.
У 1924 році арештовано і після жорстоких побоїв засуджено на тривалі строки ув'язнення хорівських селян М. Тишкуна, І. Перепелицю, К. Зеленюка і Н. Остроголова. І. М. Тишкун провів за ґратами 10 років. Єдиною причиною арешту була підозра поліції, що ці селяни брали участь у підпалі поміщицького двору в сусідньому селі Стадниках. Намагаючись придушити будь-який протест селян, поліція арештувала «підозрілих», вдаючись до грубих провокацій.
Того ж року п'ять юнаків української і польської національності сіл Хорова, Вельбівного і Бадівки вчинили збройний напад на хутір Г. Остроголова. Зважаючи на винятковий стан, введений тоді у зв'язку з частими нападами на маєтки, суд засудив запідозрених у нападі, серед них хорівців Т. Т. Андрійчука і В. О. Саранчука, до розстрілу. Вирок виконали в Острозі. Польська жандармерія не дозволила родичам страчених забрати їх і поховати в рідних селах.
Цікава інформація щодо власників земель села Хорів станом на 21 березня 1931 року та розміри земельних ділянок Волинський щоденник від 2 жовтня 1931 року [Архівовано 17 листопада 2019 у Wayback Machine.] . https://jbc.bj.uj.edu.pl/Content/85689/PDF/NDIGCZAS003514_1931_015.pdf [Архівовано 17 листопада 2019 у Wayback Machine.] (приблизно із сторінки 39). Крім того, з цієї інформації можна довідатись хто кому брат, син, дочка, батько, дід, прадід ітд. Тут давні прізвища хорівчан, що жили в селі — Остроголови, Денищуки, Буяни, Чабани, Баришнюки, Миронюки, Юрчуки, Зеленюки, Грицуні, Кірасіри, Кушніри, Корнії, Королі, Мукусії, В'юни, Кірисі, Процюки, Козаки, Пізнюри та багато інших.
17 вересня 1939 року Червона Армія зайшла в Хорів. Але вже 1 липня 1941 року село захопили німецькі війська. 27 січня 1944 року радянські війська повернулися. На фронтах Другої Світової війни загинуло 56 мешканців Хорева.
24 листопада 1943 року, в Хорові поляки забрали 10 корів у місцевого населення, але їх відбила місцева боївка упівців і повернула людям. Намагаючись повернути собі контроль над територіями, німецьке командування кинуло в бій з повстанцями цілу дивізію (два полки мадярів, полк німців, 1 полк узбеків). У результаті чотириденного бою їх було повністю розгромлено.
В післявоєнний час Хорів став ареною боротьби між УПА та органами НКВС.
З 1944 до 1969 років у селі побудовано 266 житлових будинків. Село повністю електрифіковано. В Хорові прокладено 5 км дороги з твердим покриттям, збудовано медичний комплекс, де містився медпункт, пологовий будинок, профілакторій, працювало 5 осіб з середньою медичною освітою.

## Соціальна сфера
У селі Хорів діють: Хорівська загальноосвітня школа І-ІІІ ступенів, Будинок культури, дитячий садок «Золоте зернятко», сільська бібліотека, ФАП, поштове відділення, чотири магазини, три ларкі, два бари-ресторани — «Загата» і «Фаворит».

## Відомі люди
- Басюк Євген Михайлович — поручник УПА, курінний, учасник бою під Гурбами. Після полону пішов на активну співпрацю з НКВД.
- Баришнюк Марія Данилівна — депутат Верховної Ради УРСР 9-го скликання.
- Денищук Павло Андрійович — кандидат медичних наук, хірург вищої категорії, дійсний член ISAPS
- Пізнюр Андрій Васильович (1930-2003) —  доктор геолого-мінералогічних наук, професор кафедри екологічної та інженерної геології і гідрогеології Львівського національного університету імені Івана Франка. Народився та похований у с. Хорів. http://publications.lnu.edu.ua/collections/index.php/mineralogy/article/download/3422/3719
- Хомич Ольга Степанівна — новатор сільськогосподарського виробництва, завідувачка свиноферми колгоспу імені Кірова Острозького району Рівненської області. Депутат Верховної Ради УРСР 4-го скликання.
- Ярощук Марія Петрівна — новатор сільськогосподарського виробництва, свинарка колгоспу імені Кірова Гощанського (тепер — Острозького) району Рівненської області. Депутат Верховної Ради УРСР 6-го скликання.
- Голік Микола Федосович - Заступник начальника Рівненської дирекції залізничних перевезень